# Gruyères
Gruyères (francouzská výslovnost: [ɡʁɥiˈjɛʁ], německy Greyerz) je obec (malé město) v okrese Gruyère v kantonu Fribourg ve Švýcarsku. Žije zde přibližně 2 200 obyvatel.
Středověké město je důležitým turistickým místem v horním údolí řeky Sány a dalo jméno sýru Gruyère. Nachází se na vrcholu 82 metrů vysokého kopce s výhledem na údolí Sány a jezero Lac de la Gruyère.

## Geografie

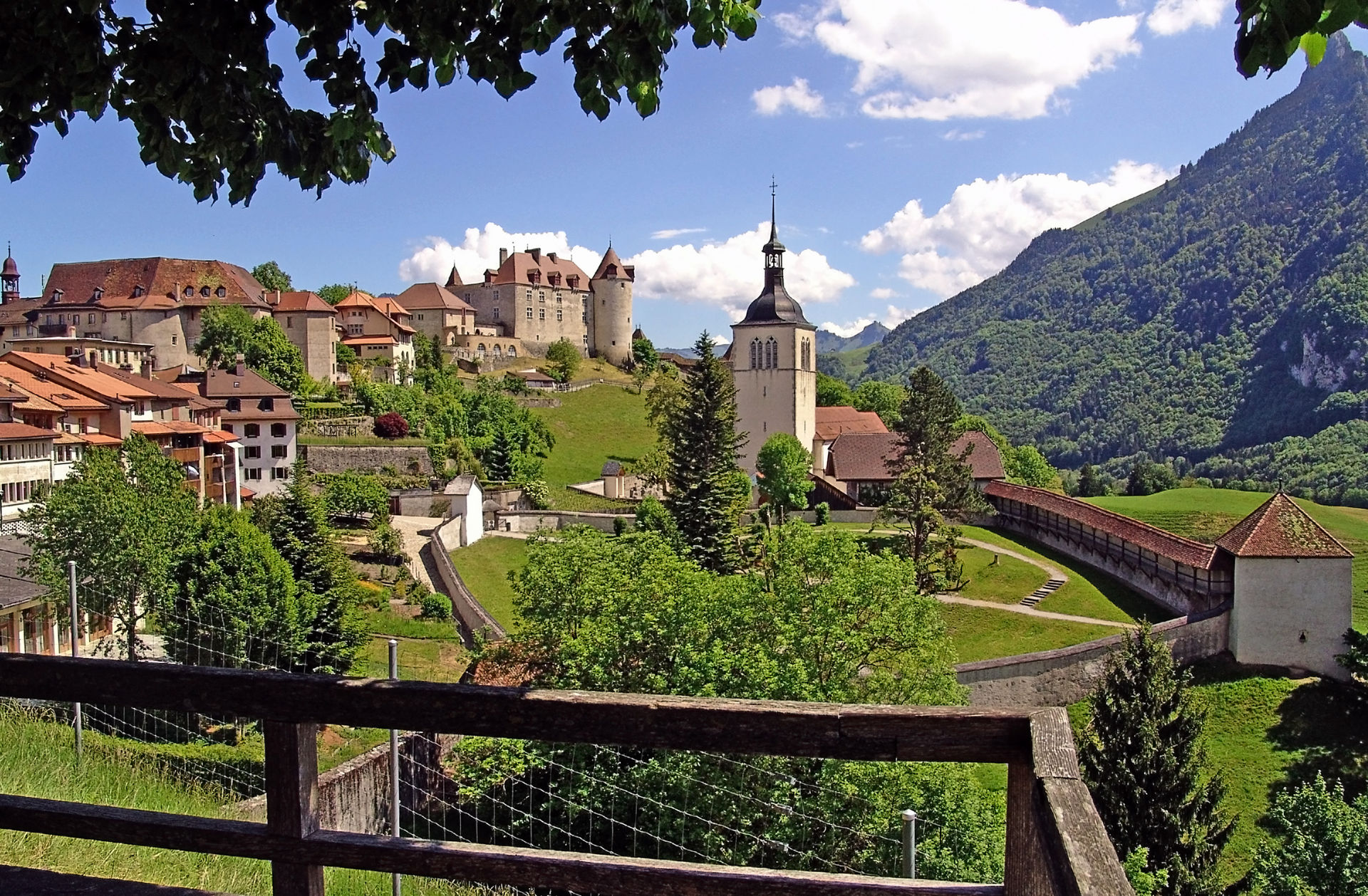
Gruyères, zámek a kostel

Gruyères leží v nadmořské výšce 810 metrů, 4,5 km jiho-jihovýchodně od hlavního města okresu Bulle. Historické město je umístěno na vrcholu izolovaného kopce severně od Alp, v podhůří hory Moléson. V tomto místě řeka Sána odtéká z Fribourských Alp.
Katastr obce zahrnuje úsek údolí Sány a Fribourských Alp. Centrální částí oblasti je rovina Alluvial (690 m n. m.), která leží vedle Alp, mezi městem Gruyères a městem Broc. Z Brocu se do výšky 828 m n. m. táhne kopec Gruyères. Ze západu pak stéká potok Trême a řeka Sána.
Oblast obce sahá po hřebeny Dent de Broc (1829 m n. m.) na severu a Dent du Chamois (1830 m n. m.) na jihu. Dva vrcholy s jejich sedlem mezi nimi jsou populární pro fotografie Gruyère. Nejvyšší bod obce je vrchol hory Moléson s výškou 2002 m n. m.
Rozloha Gruyères činí 28,4 km². Z této plochy je 11,5 km² využíváno pro zemědělské účely, zatímco 14,18 km² je zalesněno. Zbytek plochy, 1,55 km², zaujímají stavby nebo cesty a 0,24 km² tvoří vodní plochy a neproduktivní půda.
Obec Gruyères také zahrnuje dvě vesnice, severně vesnici Épagny a západně vesnici Pringy. Dále jižně malou vesničku Saussivue a rekreační osadu Moléson-Village v údolí Albeuve v podhůří hory Moléson. Sousedními obcemi Gruyères jsou Broc, Charmey, Bas-Intyamon, Haut-Intyamon, Semsales, Vaulruz, Vuadens, Bulle a Le Pâquier.

## Historie

Gruyères (1899)

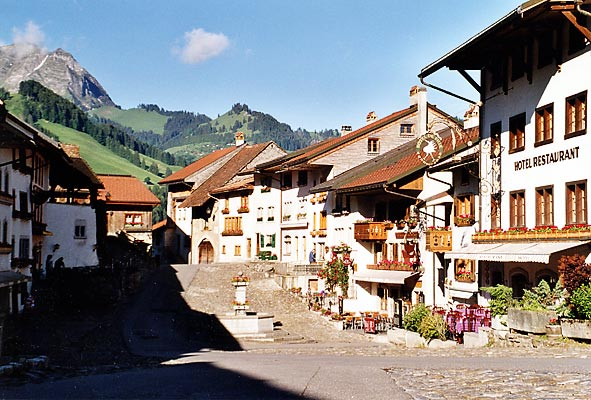
Náměstí v Gruyères

Ve vesničce Epagny byly objeveny hroby z doby halštatské a laténské (325–250 př. n. l.) a další stopy z doby bronzové. Nedaleko se také nacházely pozůstatky římské vily z 2.–3. století n. l. a raně středověkého hřbitova. Římská osada byla umístěna na kopci v Gruyères.
Gruyères stojí uprostřed zeleného předhorského podhůří Fribourgu a nad středověkým městem se tyčí hrad. Legenda praví, že Gruerius, legendární zakladatel Gruyères, chytil jeřába (francouzsky grue) a vybral si ho jako své heraldické zvíře, odsud tedy dle legendy pochází název města.
Avšak počátky Gruyères zůstávají zcela nejasné. První zmínka pochází z let 1138–1139, ještě pod názvem de Grueri, ale předpokládá se, že osada na tomto místě stála již v 10. stol. Město se vyvinulo pod hradem, který hrabě Gruyere postavil na vrcholu kopce, aby mohl kontrolovat, co se děje v údolí, kterým vedla důležitá cesta od Ženevského jezera přes Bern na sever Švýcarska. V letech 1195–1196 se stalo tržním městem s ústřední ulicí a s městskými hradbami. Město se vyvinulo odděleně od hradu. V roce 1397 hrabě Rudolph IV. Gruyères potvrdil starší městskou listinu, která byla založena podle vzoru obce Moudon.
22. června 1476 se Gruyères účastnilo bitvy u Moratu proti Karlu Smělému, jež byl vévodou Burgundska. S pomocí Staré švýcarská konfederace porazili burgundskou armádu a ukořistili tři pláště Řádu zlatého rouna, které patřily Karlu Smělému, včetně jednoho s emblémy Filipa Dobrého, jeho otce. V době bitvy si totiž připomínal výročí smrti svého otce.
Městský kostel Gruyères původně patřil k farnosti Bulle. Hrabě Rudolph III. dovolil vesnicím na levém břehu Sány postavit kostel svatého Theodula. Roku 1254, když byl kostel vysvěcen, stal se farním kostelem nové farnosti Gruyères. Hrabata z Gruyères byla pohřbena pod oltářem svatého Michala v kostele. Kostel dvakrát vyhořel, a to v letech 1670 a 1856. Zrekonstruovaný kostel byl vysvěcen v roce 1860. Kromě farního kostela měli na hradě i kapli sv. Jana Křtitele se dvěma skleněnými okny z konce 15. století. Kaple sv. Mořice ve staré nemocnici byla postavena s nemocnicí v roce 1431. Kaple du Berceau byla postavena v roce 1612.
Během třicetileté války ze Svatého Bernarda z Besançonu uprchly jeptišky, aby se usadily v Gruyères. Ve městě žily v letech 1639 až 1651 a vedly zde soukromou školu. Od 15. století byla ve městě otevřena základní škola, především pro chlapce. Ve 20. století se ve městě otevřela střední škola, ale v roce 1973 byla přestěhována do města Bulle. V Gruyères se nacházel morový dům, zmínka o něm pochází z roku 1341. V polovině 15. století pak byla založena městská nemocnice, která zůstala v provozu až do druhé poloviny 19. století.
Mezi 11. a 16. stoletím obývalo hrad v Gruyères 19 hrabat. V roce 1554 v pořadí devatenáctý hrabě, Michel de Gruyères, zbankrotoval a jeho majetek si mezi sebou rozdělili věřitelé. V polovině 19. století hrad získaly bohaté šlechtické rody Bovy a Ballandy ze Ženevy, které tu provedly rozsáhlou renovaci. Po druhé světové válce se stavba dostala pod správu kantonu Fribourg a dnes je otevřena veřejnosti.

## Obyvatelstvo
| Rok            | 1850 | 1900 | 1920 | 1950 | 2000 |
| Počet obyvatel | 972  | 1389 | 1711 | 1302 | 1546 |

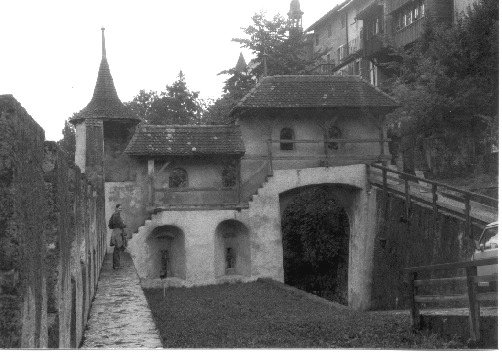
Středověké město Gruyères

Ke konci roku 2021 v Gruyères žilo 2241 obyvatel, z toho bylo přibližně 15 % cizinců. Po dosažení nejvyššího počtu obyvatel kolem roku 1920 klesl počet obyvatel do roku 1950 téměř o 25 %. Od té doby byl opět zaznamenán pomalý růst počtu obyvatel. Za posledních 10 let se počet obyvatel zvýšil až o 21 %.
Francouzština je mateřským jazykem většiny populace (90 %). Z menší části obyvatelé hovoří německy, portugalsky nebo italsky.
V Gruyères v roce 2008 žilo 50,6 % mužů a 49,4 % žen. Z toho se 32,9 % lidí narodilo v Gruyères, 38,7 % se narodilo ve stejném kantonu, 12,5 % se narodilo někde jinde ve Švýcarsku a 11,8 % se narodilo mimo Švýcarsko.
Děti a mládež (ve věku 0–19 let) tvoří 29,7 % populace, zatímco dospělí (ve věku 20–64 let) tvoří 55 % a senioři (starší 64 let) tvoří 15,3 % obyvatelstva města.

## Hospodářství
Gruyères bylo vždy venkovským městem. Zemědělské produkty z okolí zde byly zpracovávány a dodávány na trh. Dříve se pozornost soustřeďovala zejména na obchod se sýry a malými a velkými zvířaty. Ve městě se nacházelo několik mlýnů, pily a od 18. století také továrna na střelný prach. Do počátku 20. století byl v Gruyères důležitý obchod se slámou.

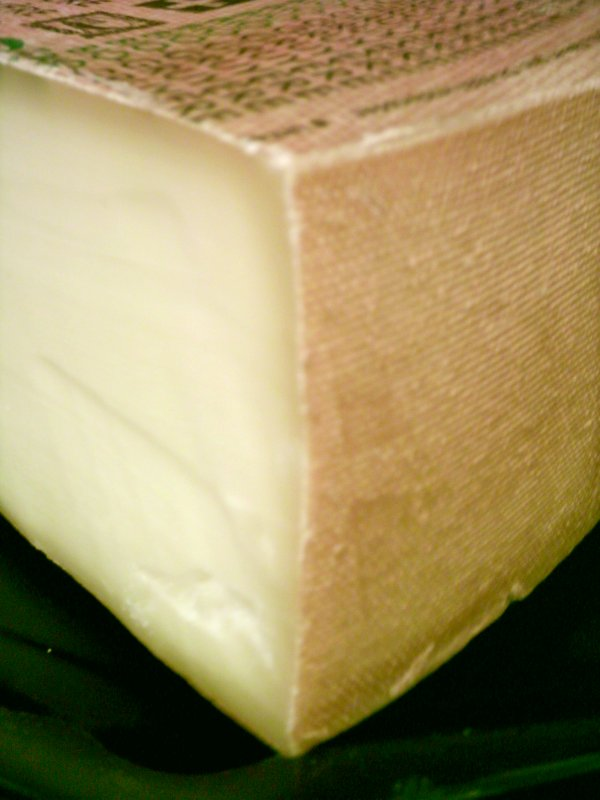
Tvrdý švýcarský sýr Gruyère

I v nynější době se zemědělství specializuje na produkci mléka a chov skotu. Dodává suroviny pro výrobu sýra a zpracování masa. Nejvýznamnější v ekonomickém odvětví je sýr Gruyère.
V sekundárním sektoru se zde uplatňuje truhlářství, přesná mechanika a řemesla. Služby nabízejí mnoho pracovních míst v gastronomii a hotelech. Obce Epagny a Pringy se v poslední době staly bydlištěm pro lidi, kteří dojíždějí za prací do města Bulle.
Od roku 2010 mělo Gruyères míru nezaměstnanosti 2,5 %. Od roku 2008 bylo v primárním ekonomickém sektoru zaměstnáno 59 lidí a do tohoto sektoru bylo zapojeno přibližně 19 podniků. V sekundárním sektoru bylo zaměstnáno 229 osob a toto odvětví tvořilo 27 podniků. V terciárním sektoru bylo zaměstnáno 447 osob a toto odvětví tvořilo 69 podniků. V obci bylo zaměstnáno 757 obyvatel, z toho ženy tvořily 42,8 % pracovní síly.
V roce 2008 činil celkový počet pracovních míst na plný pracovní úvazek 601. Počet pracovních míst v primárním sektoru činil 44, z toho 39 v zemědělství a 5 v lesní a dřevařské výrobě. Počet pracovních míst v sekundárním sektoru byl 215, z toho 120 (55,8 %) ve zpracovatelském průmyslu a 95 (44,2 %) ve stavebnictví. Počet pracovních míst v terciárním sektoru činil 342. V terciárním sektoru: 62 (18,1 %) bylo ve velkoobchodním nebo maloobchodním prodeji nebo opravách motorových vozidel, 33 (9,6 %) v dopravě a skladování zboží, 131 (38,3 %), v hotelech nebo restauracích, 35 (10,2 %) ve vzdělávání a 45 (13,2 %) ve zdravotnictví. Zbylou část tvořila informatika, technici nebo vědci.

### Sýr Gruyère
Sýr Gruyère je produkován od roku 1113, ale zmínky o sýru pocházejí již z roku 116 n. l. Oficiální název sýr získal v roce 1762, kdy byl Gruyère Francouzskou akademií zařazen do jejího slovníku. V roce 2009 se ho vyrobilo ve Švýcarsku přes 26 000 tun, čímž překonal poprvé v historii ementál. Je to tvrdý sýr z nepasterizovaného kravského mléka. Obsah tuku v sušině je 49 až 53 %. Jeho střed je slámové barvy. Kůrka je tvrdá, rezavé barvy. Doba jeho zrání je 3–25 měsíců. Tento sýr má bohatou škálu chutí od ovocné až po ořechovou. Výroba sýra ctí tradiční postup. Kráva denně spořádá 100 kg trávy, 85 litrů vody a vyprodukuje 25 litrů mléka. V sýrárně pak potřebují celých 400 litrů mléka, aby vyrobili jeden bochník sýra vážící 35 kg. Další zajímavostí je, že v sýru Gruyère můžeme rozpoznat až 75 různých vůní – vanilku, fialky, lískové oříšky, mátu, kaštany a mnohé další, podle toho, co krávy zrovna spasou.
V sýrárně jsou čtyři velké kádě, v nichž se zpracovává sýrová hmota. Do každé z nich se jí vejde 4800 litrů mléka, což přesně stačí na výrobu dvanácti bochníků sýra.
V sýrárně probíhají komentované prohlídky a ochutnávky. Je zde též restaurace s možností ochutnávky tradičního sýrového pokrmu fondue.

## Doprava

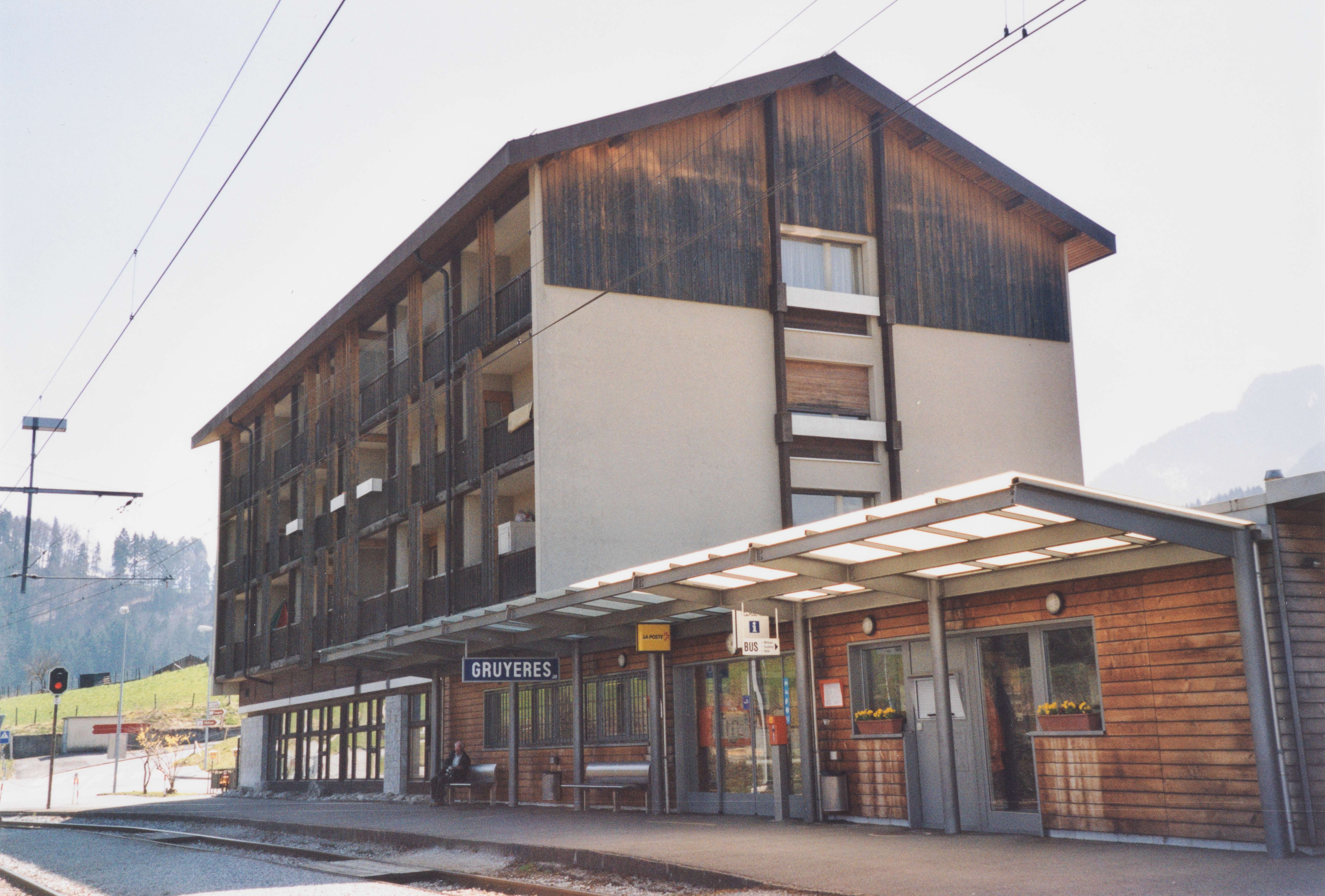
Železniční stanice Gruyères

Obec má dobré dopravní spojení. Leží na hlavní silnici z Bulle do Château-d'Oex v Pays-d'Enhaut. Nejbližší napojení na dálnici A12, která je od roku 1981 v provozu v celé délce z Bernu do Vevey, je vzdáleno asi 9 km od centra obce.
Dne 23. července 1903 byla zprovozněna železniční trať z Bulle do Montbovonu se stanicí Gruyères v obci Pringy. Daleko na severu obce se na železniční trati z Bulle do Brocu, která byla otevřena 24. června 1912, nacházela stanice Epagny (nebo La Tour-de-Trême Parqueterie), která byla uzavřena v dubnu 2021. Veřejnou dopravu zajišťují autobusové linky společnosti Transports publics Fribourgeois z Bulle přes Gruyères do Moléson-Village a také z Bulle do Brocu a do Grandvillardu, obě přes Epagny. Malé letiště Gruyères bylo otevřeno v roce 1963 na rovině mezi Gruyères a Broc.

## Cestovní ruch

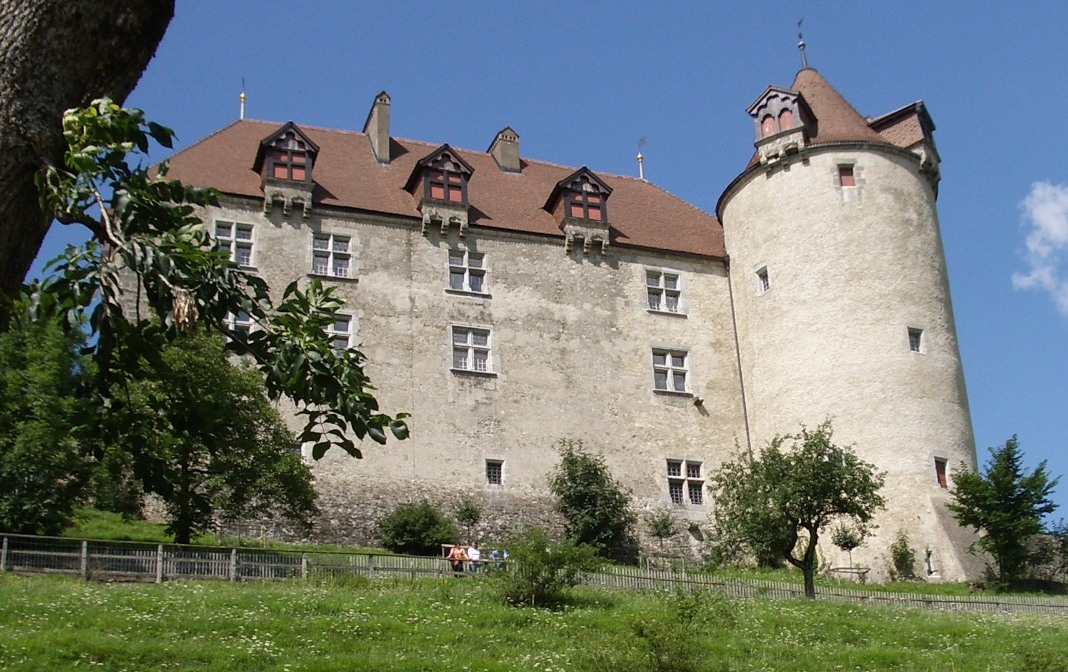
Hrad Gruyères

Důležitým faktorem podpory cestovního ruchu v regionu je sýr Gruyère. Hlavní turistickou atrakcí je středověké město Gruyères s hradem, ve kterém je regionální muzeum a muzeum umění. Hrad má vnější podobu z 15. století, vnitřní podoba zařízení pak odpovídá století 19. Na hradě se konají kulturní události (koncerty, divadelní představení). Uvnitř se nacházejí složitá vitrážová okna, či romantické obrazy krajiny, které v polovině 19. století namaloval Jean-Baptiste-Camille Corot. Ve městě Pringy se nachází sýrárna, která je přístupná návštěvníkům. Nedaleko je Mont Moléson, hora vhodná pro horolezectví, méně fyzicky zdatní dojedou až na vrchol lanovkou, která byla přestavěna v roce 1998. Středisko Moléson-Village nabízí letní i zimní turistiku.
Filmoví fanoušci zde najdou stálou expozici nejrůznějších příšer a mimozemšťanů v Muzeu H. R. Gigera. Je umístěná v malém zámečku St. Germain. Švýcarský surrealista H. R. Giger byl tvůrcem vizuálních efektů ve filmu Vetřelec, za něž v roce 1980 získal Oscara. Vedle toho se nachází také Muzeum Tibetu s mystickou atmosférou a bohatou sbírkou buddhistického umění. Nalézají se zde tři stovky soch, obrazů a rituálních předmětů.